# Голяма награда на Люксембург
Голямата награда на Люксембург е името, дадено на две състезания от календара на световния шампионат на ФИА - Формула 1, проведени през 1997 и 1998 г. Според правилника на ФИА за Формула 1, една страна не може да домакинства на повече от едно състезание. Въпреки това в миналото са се провеждали два старта в една държава, като второто получава различно име: въпреки че пистата Имола не се намира в Сан Марино, състезанията там са известни като Голямата награда на Сан Марино, тъй като пистата е разположена наблизо.
През 1997 г. се провеждат две Гран При-та в Испания и две в Германия. Каталуня е домакин на Голямата награда на Испания, а Херес е домакин на Гран При на Европа. В Германия Хокенхаймринг е домакин на Голямата награда на Германия, а второ състезание е планирано за Нюрбургринг. ФИА решава да нарече второто състезание Голяма награда на Люксембург, тъй като пистата се намира на 80 км от Германско-Люксембургската граница. През 1998 г. състезанието отново е известно като Гран При на Люксембург, въпреки че в календара не присъства Голяма награда на Европа, тъй като собствениците на правата на името не позволяват на Нюрбургринг да го използват.

## Победители
| Година | Пилот        | Конструктор       | Писта       | Статистика |
| ------ | ------------ | ----------------- | ----------- | ---------- |
| 1998   | Мика Хакинен | Макларън-Мерцедес | Нюрбургринг | Статистика |
| 1997   | Жак Вилньов  | Уилямс-Рено       | Нюрбургринг | Статистика |